# Länsväg 152
Länsväg 152 går mellan Bredaryd och Skillingaryd. Längden är 36 km.

## Sträckning
Bredaryd - Hillerstorp - Skillingaryd. Sträckan ligger i Jönköpings län, i kommunerna Värnamo, Gnosjö och Vaggeryd.

## Trafikplatser och korsningar
|  | Nr | Namn         | Skyltning             |
|  | -- | ------------ | --------------------- |
|  |    | Bredaryd     | Göteborg Karlskrona   |
|  |    | Hillerstorp  | Hestra Värnamo        |
|  |    | Skillingaryd | Stockholm Helsingborg |

## Historia
På 1940-talet och framåt var det småvägar på denna sträcka. År 1985 gavs sträckan numret 152. Vägen är förbättrad i huvudsak i samma sträckning som förr i tiden, bland annat rakt genom ett antal tätorter. Förbifarten förbi Hillerstorp byggdes dock i slutet av 1990-talet, liksom anslutningen till E4:an.